# Majonnäs

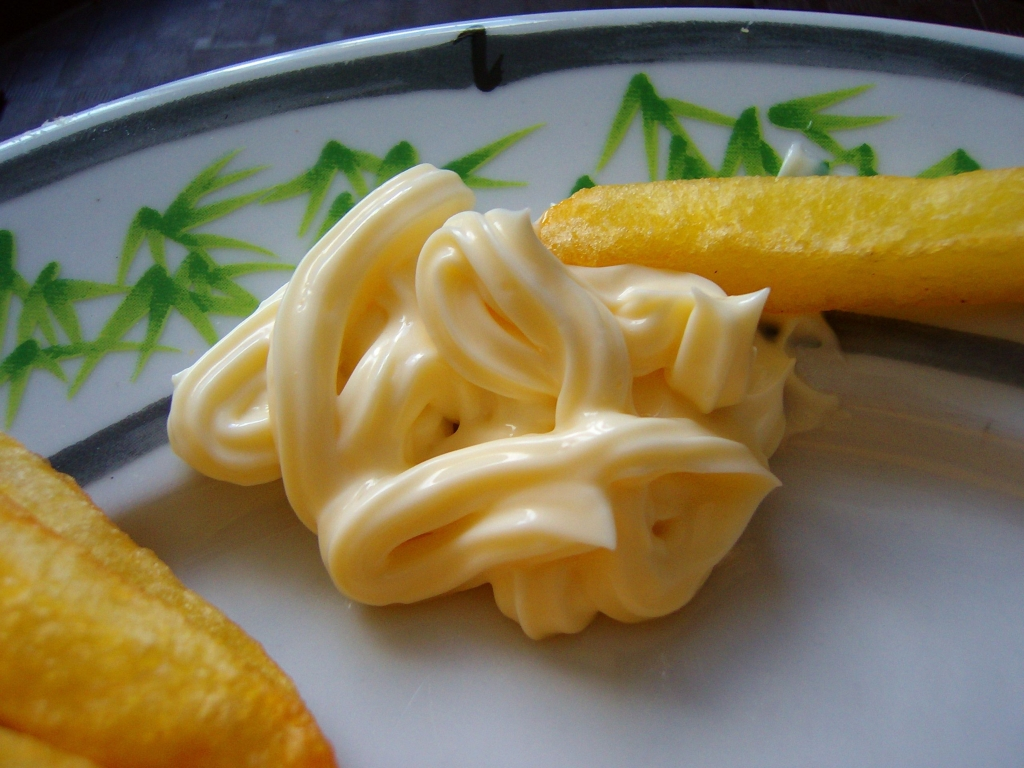
Majonnäs ur tub serverad som tillbehör till pommes frites.

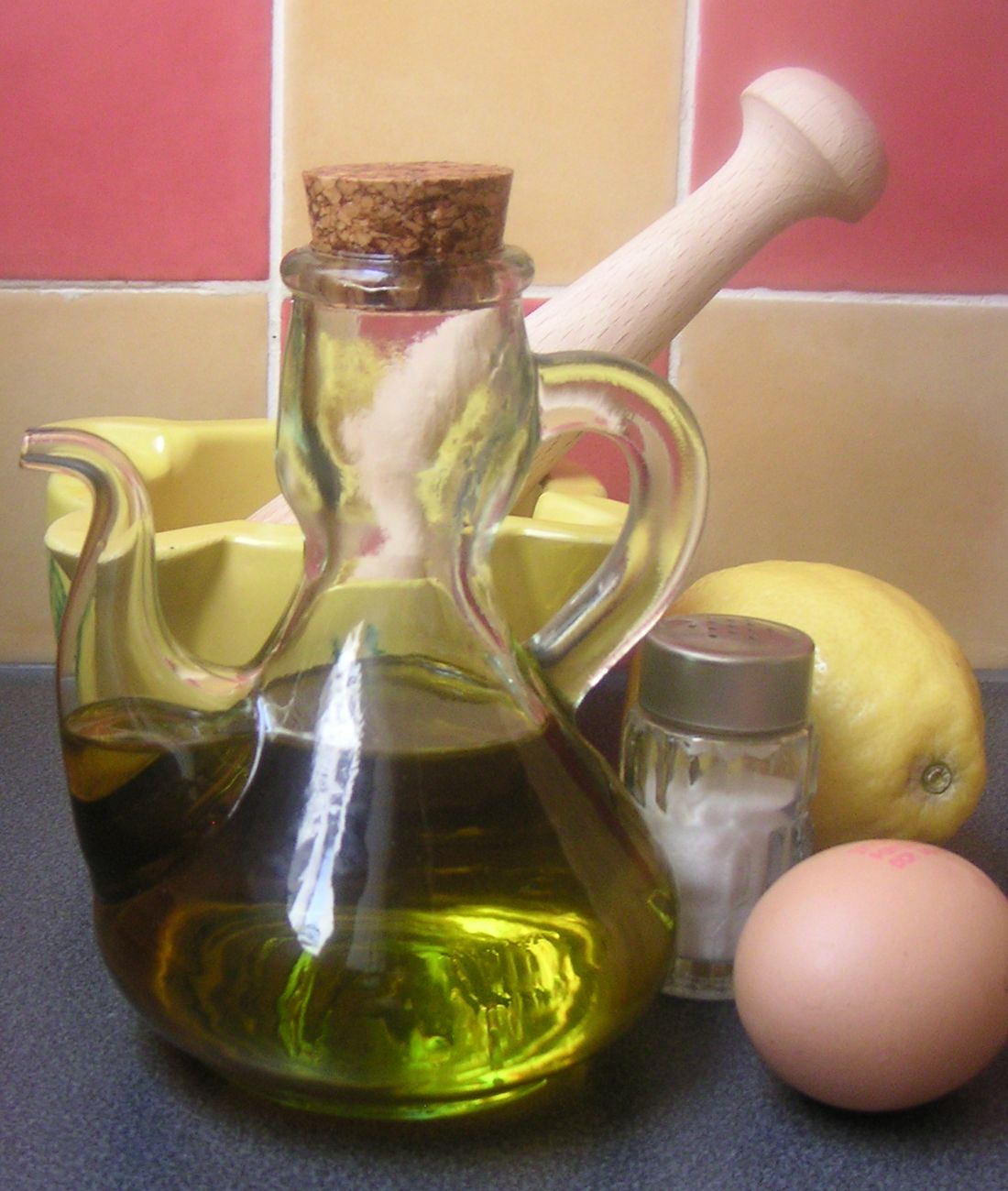
Ingredienser för att göra majonnäs.

Majonnäs är en kall sås och emulsion mellan äggula och matolja. Den smaksätts vanligtvis med senap och en syra i form av vinäger eller citron. Majonnäs har en rad olika användningsområden inom matlagning och utgör ofta basen i många andra anrättningar, ofta såser som till exempel remouladsås, aioli (provensalsk) och tartarsås.

## Historia
Majonnäsens ursprung och namn är omstritt. Enligt en teori ska såsen första gången ha blandats av en hertig av Mayenne i anslutning till slaget vid Arques vid Arques-la-Bataille 1589, varvid det ursprungliga namnet skulle ha varit "mayonnaise" eller "mayennaise". 
Enligt en annan liknande teori skulle en hertig av Richelieu ha serverats, alternativt själv komponerat, såsen efter den franska erövringen av Menorca 1756 och givit den namnet "mahonnaise", efter öns huvudort Maó (även känd som Mahón). 
En tredje historia kopplar såsens namn till orten Magnon i departementet Lot-et-Garonne, alltså ursprungligen "magnonnaise". 
En ytterligare, mer prosaisk förklaring, är att såsens namn skulle komma av de franska orden "manier" (arbeta med händerna) respektive "moyeu" (äggula).